# Карловићи
Карловићи (итал. Carlovi и итал. Carlovici ) су насељено место у Републици Хрватској у Истарској жупанији. Административно су у саставу општине Жмињ.

## Географија
Карловићи се налазе југозападно од средишта општине Жмињ на удаљености од 5,19 км

## Историја
До територијалне реорганизације у Хрватској Карловићи су били у саставу старе општине Ровињ.

## Становништво
Према задњем попису становништва у Хрватској 2011. године у насељу Карловићи живела су 44 становника.
| Број становника по пописима | Број становника по пописима | Број становника по пописима | Број становника по пописима | Број становника по пописима | Број становника по пописима | Број становника по пописима | Број становника по пописима | Број становника по пописима | Број становника по пописима | Број становника по пописима | Број становника по пописима | Број становника по пописима | Број становника по пописима | Број становника по пописима | Број становника по пописима |
| --------------------------- | --------------------------- | --------------------------- | --------------------------- | --------------------------- | --------------------------- | --------------------------- | --------------------------- | --------------------------- | --------------------------- | --------------------------- | --------------------------- | --------------------------- | --------------------------- | --------------------------- | --------------------------- |
| 1857                        | 1869                        | 1880                        | 1890                        | 1900                        | 1910                        | 1921                        | 1931                        | 1948                        | 1953                        | 1961                        | 1971                        | 1981                        | 1991                        | 2001                        | 2011                        |
| 0                           | 0                           | 112                         | 111                         | 116                         | 143                         | 0                           | 0                           | 107                         | 97                          | 82                          | 80                          | 58                          | 52                          | 35                          | 44                          |

Напомена: У 1857., 1869., 1921. у 1931. подаци су садржани у насељу Жмињ. Од 1890. до 1910. исказивано као део насеља.